# Batalha de Ambuíla
A Batalha de Ambuila (Mbwila), foi uma batalha que ocorreu em 29 de outubro de 1665, cerca de Ambuíla, entre as forças do Reino de Portugal e do Reino do Congo. O Rei António I do Congo, do Reino do Congo, foi derrotado e decapitado.

## Origens da guerra
Embora o Congo e Portugal tenham sido parceiros comerciais e realizassem um intercâmbio cultural durante o século XVI, o estabelecimento de uma colônia portuguesa em Luanda em 1575 afetou essa relação. O Congo inicialmente, auxiliou Portugal nesta iniciativa, enviando um exército para ajudar o governador português Paulo Dias de Novais quando da sua guerra contra o vizinho Reino Africano de Dongo em 1579. Mas, posteriormente, como a nova colónia portuguesa se tornou mais forte, começou a fazer frente à supremacia do Congo na área. Em 1622 as relações romperam-se definitivamente quando um grande exército português invadiu o Sul do Congo e derrotou as forças locais na Batalha de Bumbi. Pedro II, Rei do Congo na época, respondeu pessoalmente, detendo a invasão na batalha de Ambamba. Ele a seguir procurou o contacto com a Holanda, propondo uma aliança com os holandeses para expulsar os portugueses de Luanda e do território adjacente entretanto ocupado. Esta aliança só veio a se concretizar em 1641, quando forças holandesas tomaram Luanda e se juntaram a um exército do Congo, forçando os portugueses a retirar-se para o interior. No entanto, eles não foram capazes de expulsar os portugueses de vez e como resultado os portugueses acabaram derrotando e expulsando os holandeses em 1648.
Nos anos seguintes à retirada dos holandeses, governadores angolanos procuraram obter vingança contra o Congo e apoiaram o comércio de escravos com uma política altamente agressiva. Incluídos nesta política foram ataques contra a região formada por pequenos reinos semi-independentes chamada de Dembos, que separava a Angola do Congo.
Congo e Angola alegavam autoridade sobre Dembos.
O Rei António I, um monarca agressivo em seu próprio direito, negociou com a Espanha para renovar uma aliança antiportuguesa, e também enviou Embaixadores para Dembos para persuadir os reinos a aderirem ao Congo contra os portugueses, prometendo auxílio espanhol.
Em 1665, um destes pequenos reinos, em Ambuíla, passava por uma luta de sucessão e as várias facções conflitantes pediram ajuda ao Congo e Angola. Ambos os lados responderam com exércitos.

## A batalha
O núcleo da força portuguesa, comandado por Luís Lopes de Sequeira, era composta por 450 Mosqueteiros e duas peças de artilharia. Também havia soldados do Brasil, africanos e nativos americanos, bem como de Imbangala e outras forças africanas somando cerca de 15 000 soldados. O exército congolês incluía um grande número de arqueiros camponeses, provavelmente cerca de 15 000, e cerca de 5 000 soldados de infantaria pesada equipados com escudos e espadas, e um Regimento de mosquete de 380 homens, 29 dos quais, portugueses, liderados por Pedro Dias de Cabral.
Ambos os exércitos estavam operando a alguma distância de suas principais bases. Tinham marchado alguns dias para chegar ao campo de batalha, ao longo do vale do Rio Ulanga ao sul da capital de Ambuíla. Montanhas íngremes e o Rio definiam o lado leste do campo de batalha, e cristas baixas a oeste. As forças portuguesas tomaram posições entre os dois, com suas forças africanas implantadas nos flancos e os mosqueteiros tomando uma formação em forma de diamante no centro, ancorada por sua artilharia. As forças de Imbangala ficaram na reserva.
O exército do António avançou sobre a formação portuguesa com uma vanguarda, seguida por três divisões de sua infantaria pesada e os arqueiros nos flancos. O Duque de Bengo comandou a reserva. Nos estágios iniciais da batalha, os arqueiros Congoleses varreram a maioria dos arqueiros africanos das forças portuguesas do campo e, em seguida, lançaram ataques contra os mosqueteiros portugueses, apoiados por sua própria infantaria pesada e mosqueteiros. Apesar dos combates, os congoleses não conseguiram quebrar a formação portuguesa e António foi morto na tentativa final. A maioria das forças do Congo se desorganizou após a morte do rei. Os sobreviventes só foram capazes de retirar-se graças à habilidade do Duque do Bengo na retaguarda e as reservas.
Mais de 400 soldados da infantaria pesada do Congo foram mortos no encontro e muitos mais dos arqueiros. Juntamente com estas perdas, foi a do capelão real, o padre capuchinho Francisco de São Salvador (Manuel Roberdo na vida secular). O Filho de sete anos do rei António foi capturado. Após a batalha, a cabeça do rei foi enterrada com cerimônia pelos portugueses na Capela de nossa Senhora de Nazaré, situada sobre a Baía de Luanda, e a coroa e o Cetro do Congo foram enviados para Lisboa como troféus.
Portugal obteve um ato de vassalagem de D. Isabel, a regente de Ambuíla, mas foi incapaz de exercer qualquer autoridade real sobre a região, uma vez que suas forças tinham se retirado. Em 1693, eles tiveram que retornar na tentativa de subjugar a região novamente. O resultado primário no Congo foi que a ausência de um herdeiro imediato colocou o país em guerra civil. Esta guerra civil, que durou meio século, levou à descentralização do Congo e mudanças fundamentais, levando historiadores congoleses, já em 1700, a colocar a batalha como um ponto de mudança decisiva na história do seu país.

## Fonte
- Thornton, John. Warfare in Atlantic Africa, 1998. Londres: University College of London Press.